# Ben Adam
 (хебр. בן אדם; у преводу Човек) песма је на хебрејском језику која је у извођењу Јардене Арази представљала Израел на Песми Евровизије 1988. у Даблину. Било је то четрнаесто по реду учешће Израела на том такмичењу. Музику за песму компоновао је Борис Димитштајн, а текст на хебрејском написао је Ехуд Манор. 
Било је то друго учешће Аразијеве као извођача на Песми Евровизије, пошто је у Хагу 1976. као чланица групе Chocolate, Menta, Mastik са песмом Emor Shalom заузела 6. место. Такође је водила програм на Евросонгу 1979. чији домаћин је била израелска престоница Јерусалим. За представницу Израела је одабрана интерним путем од стране националне телевизије, док је песма одабрана у конкуренцији четири композиције у директном телевизијском програму.
Током финалне вечери Евросонга која је одржана 30. априла у ирском Даблину, израелска песма је изведена 8. по реду, а оркестром је током наступа уживо дириговао маестро Елдад Шрим. Израелској песми је гласове доделило укупно 16 националних жирија, а 85 освојених бодова је било довољно за укупно 7. место у конкуренцији 21 композиције. 
Занимљиво је да је Аразијева у више наврата истицала да велику пажњу придаје астрологији и да је пристала да се такмичи на Евросонгу на савет личног астролога. Њен астролог је те године предвидео победу песме која је изведена под редним бројем 9, а под тим редним бројем је првобитно требало да наступи управо Израел. Међутим, након одустајања Кипра израелски представник је наступио на позицији број 8, а на крају је победила швајцарска представница Селин Дион са песмом Ne Partez Pas Sans Moi која је наступила управо под редним бројем девет. 

## Поени у финалу
| 12 поена             | 10 поена                                       | 8 поена                     | 7 поена  | 6 поена                   |
| -------------------- | ---------------------------------------------- | --------------------------- | -------- | ------------------------- |
| —                    | Швајцарска · Белгија · Француска · Португалија | —                           | —        | Исланд · Финска · Шпанија |
| 5 поена              | 4 поена                                        | 3 поена                     | 2 поена  | 1 поен                    |
| Немачка · Луксембург | Уједињено Краљевство                           | Холандија · Грчка · Италија | Аустрија | Италија · Југославија     |